# Władysław Raczkiewicz

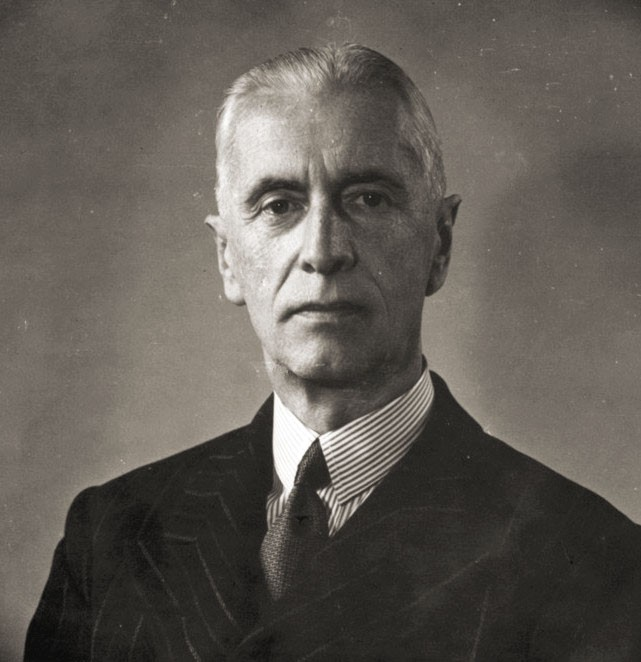
Władysław Raczkiewicz (1944)

Władysław Raczkiewicz (* 16. Januar 1885 in Kutaissi, Russisches Kaiserreich, heute Georgien; † 9. Juni 1947 in Ruthin, Vereinigtes Königreich) war ein polnischer Jurist und Politiker; von September 1939 bis zu seinem Tod im Juni 1947 war er Präsident der Polnischen Exilregierung.

## Werdegang
Raczkiewicz wuchs in Twer auf und schloss 1911 ein Studium der Rechtswissenschaft an der Kaiserlichen Universität Dorpat ab. Anschließend praktizierte er bis 1914 in Minsk als Rechtsanwalt. Bereits während seines Studiums hatte er 1910 unter anderem den Polnischen Jugendbund in Russland mitgegründet und engagierte sich für weitere konspirative Organisationen, die sich für die Belange der im Einflussbereich des Russischen Kaiserreiches lebenden Polen einsetzten. 
Nach dem Ausbruch des Ersten Weltkrieges diente Raczkiewicz zunächst von 1914 bis 1917 als Offizier in der Zaristischen Armee. Nach der Oktoberrevolution 1917 war er Mitgründer des Obersten Polnischen Militärkomitees, einer Organisation, die polnischstämmige Offiziere und Soldaten der ehemaligen Zaristischen Armee vereinigte. Im Zuge der Ausrufung der Zweiten Polnischen Republik trat er 1918 der Polnischen Armee bei und diente für diese während des Polnisch-Sowjetischen Krieges als Offizier an der Verteidigung von Vilnius mit.
1921 sowie erneut von 1925 bis 1926 und von 1935 bis 1936 war Raczkiewicz Innenminister in verschiedenen Kabinetten und von 1935 bis 1936 Senatsmarschall. Nach dem Maiputsch 1926 war Raczkiewicz übergangsweise auch Woiwode, zuletzt von 1936 bis 1939 in Pommerellen. Ab 1934 fungierte er zudem als Vorsitzender des Weltkongresses der Auslandspolen.
Nach der Flucht und dem Rücktritt Ignacy Mościckis in Folge des Überfalls Deutschlands auf Polen 1939 und des Ausbruchs des Zweiten Weltkrieges übernahm Raczkiewicz das Amt des Präsidenten im Exil. Er übte diese Funktion bis zu seinem Tod 1947 im britischen Exil aus.

Vier Jahre nach Beginn des Zweiten Weltkrieges, am 9. Dezember 1943, empfing er Jan Karski, einen polnischen Kurier und Widerstandskämpfer, der ihm eine geheime Bitte des Allgemeinen Jüdischen Arbeiterbundes und weiterer zionistischer Organisationen in Warschau übermittelte. Die Juden forderten Raczkiewicz auf, bei Papst Pius XII. zu intervenieren. 

„Polen ist ein katholisches Land, und einige von denen, die man gerade umbringt, sind Christen jüdischer Herkunft…Viele Deutsche sind ebenfalls Katholiken; sogar Hitler ist ein getaufter Christ“

Mit moralischer Überzeugungskraft – oder zur Not mit der Androhung von Exkommunikation müsse es dem Papst doch gelingen, einige Nazis zum Umschwenken zu bringen. In seinem Tagebuch machte sich Raczkiewicz ausführliche Notizen über die politische Diskussion mit Karski. Die Notlage der Juden erwähnte er nicht.

## Ehrungen
- Ehrendoktorwürde der Universität Edinburgh
- Ehrendoktorwürde der Fordham-Universität in New York